# Messerschmitt Me 321
Messerschmitt Me 321 var ett glidflygplan ifrån Tredje riket. Glidflygplan var inte medräknade i Versaillesfreden så man lade energi på att utveckla stora sådana, dock byggdes denna variant först efter att andra världskriget börjat. En variant motoriserades senare och döptes till Messerschmitt Me 323.

## Bogseringsplan
Vid start användes antingen tre Me-110 ibland med hjälp av startraketer, senare byggdes ett 5-motorigt plan, som kallades för Heinkel 111Z Zwilling ("Tvilling"). Detta bestod av två stycken tvåmotoriga plan, som hade byggts ihop i vingarna, och en femte motor hade monterats i mitten.